# Episodi di Auf Achse (quinta stagione)
La quinta stagione della serie televisiva Auf Achse è stata trasmessa in anteprima in Germania dalla ARD tra il 27 ottobre 1993 e l'8 dicembre 1993.
| nº | Titolo originale   | Titolo italiano | Prima TV Germania | Prima TV Italia |
| -- | ------------------ | --------------- | ----------------- | --------------- |
| 1  | Unheimliche Fracht | inedito         | 27 ottobre 1993   | inedito         |
| 2  | Babyface           | inedito         | 3 novembre 1993   | inedito         |
| 3  | Goldsöhnchen       | inedito         | 10 novembre 1993  | inedito         |
| 4  | Irrfahrt           | inedito         | 17 novembre 1993  | inedito         |
| 5  | Lilly              | inedito         | 24 novembre 1993  | inedito         |
| 6  | Spielerinnen       | inedito         | 1º dicembre 1993  | inedito         |
| 7  | Happy End          | inedito         | 8 dicembre 1993   | inedito         |